# 鮑勃·西蒙
羅伯特·大衛·「鮑勃」·西蒙（英語：Robert David "Bob" Simon，1941年5月29日—2015年2月11日），美國CBS新聞記者、主播。他的職業生涯中，他在67個國家報導當地危機、戰爭和動亂。西蒙曾報導越戰時美軍撤出越南、1973年贖罪日戰爭，及1989年六四事件中學生在天安門廣場示威。1991年波斯灣戰爭中，他和其他四位同事曾在伊拉克被監禁40天，他並以此經驗寫成《40天（Forty Days）》一書。1996年，他成為哥倫比亞廣播公司《60分鐘》節目的固定記者；在1999年並擔任《60分鐘II》的記者。

## 早年生活和教育
鮑勃·西蒙在紐約市布朗克斯一個美國猶太人家庭出生。1962年時，他以優等生的身份取得布蘭迪斯大學歷史學位。1964年到1967年，西蒙成為美國外交事務官員，同時也是傅爾布萊特計畫學者和伍德羅·威爾遜計畫學者。1969年到1971年，他在CBS新聞倫敦分部服務。1971年到1977年，他以CBS新聞倫敦和西貢分部為駐地，採訪越戰新聞。1977年到1981年，派駐特拉維夫分部。

## 事業
鮑勃·西蒙於1969年到1971年間報導北愛爾蘭衝突，1971年起採訪越戰新聞。他對河內1972年的春季戰事的報導為他贏得海外新聞俱樂部獎項，之後又以對1975年時美軍在越戰最後六週的戰事的報導再一次獲該俱樂部頒獎（當時他搭乘最後一批直昇機離開）。日後，他前往格瑞納達、索馬利亞和海地採訪當地戰事。不論是實施軍事統治的波蘭、贖罪日戰爭的以色列軍隊，或是2011年埃及革命中，都可看到他採訪的身影。
1981到1982年間，西蒙在華盛頓特區擔任CBS新聞駐國務院記者；1982年到1987年時，他成為CBS新聞全國記者。1987年時，他更被任命為CBS駐中東首席記者。
1991年1月波斯灣戰爭開戰不久，西蒙和他的CBS新聞團隊被伊拉克軍隊俘虜，並在該國監獄關押40天，其中大部份被單獨監禁。西蒙事後表示這對他和他的同仁來說是疏失，因為他們當時已越過伊拉克邊界。事後，他把在獄中經歷依時間順序寫成《四十天（Forty Days）》一書。
1996年，他以記者身份加入《60分鐘》，並在1999年到2005年間擔任《60分鐘II》七個季的記者，之後成為全職記者。他的國際事件報導在所有CBS新聞中播出，為他贏得無數獎項，例如海外新聞俱樂部最高榮譽的「總統獎」。他並贏得27次艾美獎，這可能是在記者界中的紀錄。最近，他成為《60分鐘》的資深國際新聞記者。

## 意外喪命
2015年2月11日傍晚，鮑勃·西蒙在紐約市乘坐計程車時發生事故，意外身亡。

## 得獎與榮譽
2012年時，鮑勃·西蒙對世界唯一中非的全黑人管絃樂團的報導為他贏得一座艾美獎。他對巴拉圭一個成員得從垃圾場中找尋可用材料製作樂器的管絃樂團的報導差點為他再贏得一座艾美獎。所得獎項如下：
- 喬治城大學民主政治研究所（Institute for the Study of Diplomacy）的Edward Weintal 獎，表彰西蒙在國際政治上的傑出報導。
- 27次艾美獎[8]。
- 4次海外新聞俱樂部獎項。
- 3次皮博迪獎，包含1999年的個人獎[9]。

## 外部連結
- C-SPAN內的頁面（英文）
- 《查理·罗斯访谈录》上的鮑勃·西蒙
- 鮑勃·西蒙在互联网电影资料库（IMDb）上的資料（英文）
- WorldCat 聯合目錄中鮑勃·西蒙的著作或與之相關的著作